# Galla (imię)
Galla, Gala – imię żeńskie pochodzenia łacińskiego, które pierwotnie stanowiło nazwę etniczną "Galijka". Żeński odpowiednik imienia Gaweł (Gallus). Wśród patronek — św. Galla, wdowa rzymska. 
Galla imieniny obchodzi 5 października.
Znane osoby noszące imię Galla:
- Elia Galla Placydia

Zob. też: 
- Sainte-Jalle